# ゲオルギ・キョセイヴァノフ

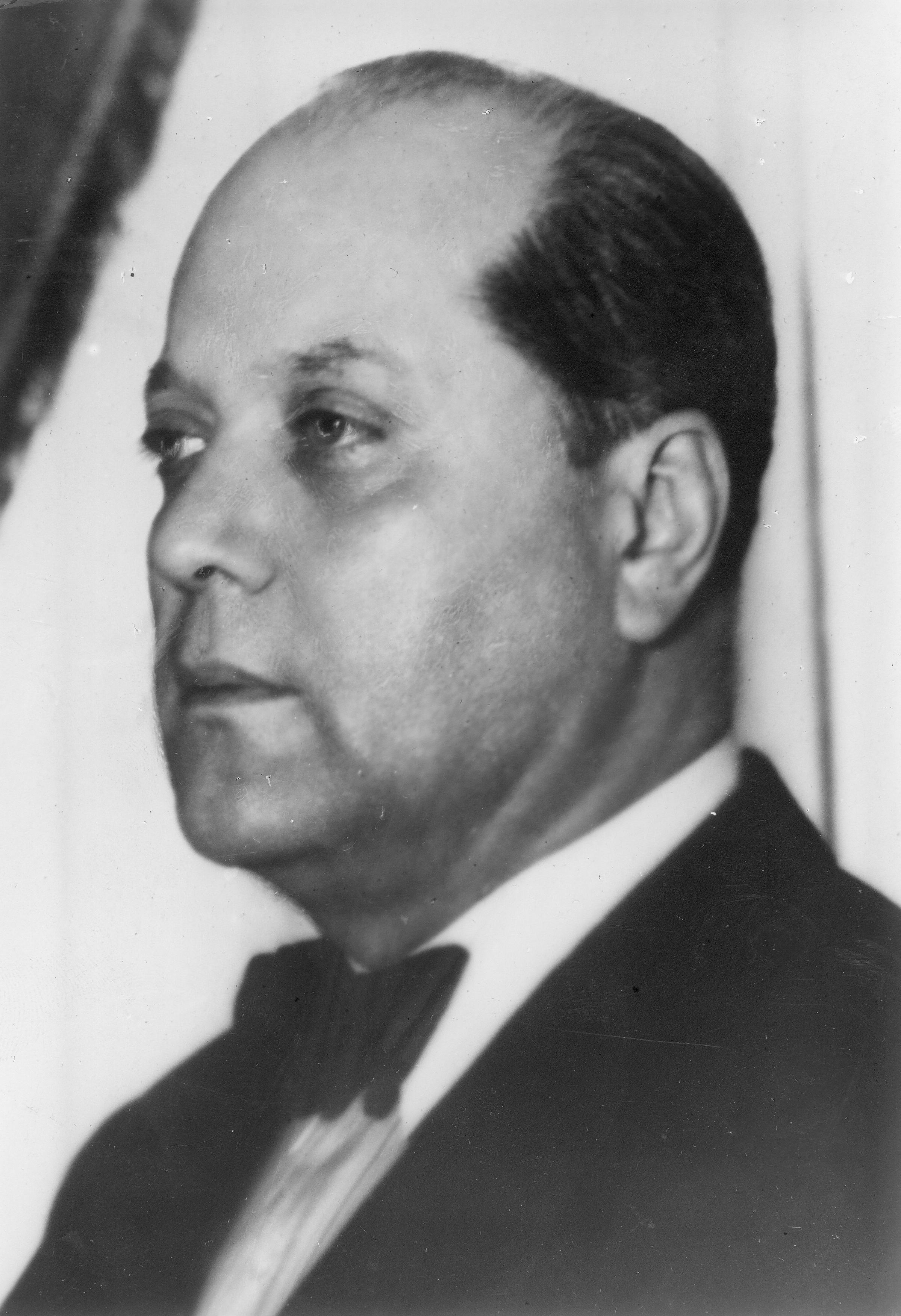
ゲオルギ・キョセイヴァノフ(1939年)

ゲオルギ・イヴァノフ・キョセイヴァノフ（ブルガリア語: Георги Иванов Кьосейванов, ラテン文字転写: Georgi Ivanov Kyoseivanov、1884年1月19日 - 1960年7月27日）は、ブルガリアの軍人、外交官。外務相、首相（1935年11月23日 - 1940年2月15日）を歴任。

## 経歴
ペシテラ出身。1905年、パリ大学法学部で教育を受ける。ブルガリア帰国後、外務省に入省。1912年からローマ、1913年～1915年、イスタンブール、1918年～1920年、ベルン、1920年からベルリン、1923年～1924年、パリで勤務。1924年から駐ブカレスト外交使節団団長。1929年～1931年、駐アテネ、1931年、駐ブカレスト、1932年～1934年、駐ベオグラード全権大使。
クーデター後、1934年5月19日にソフィアに召還。アンドレイ・トシェフ政権において、1934年4月21日から外務・信仰相。1935年11月23日、ボリス3世にのみ従属する無党派政府の議長に任命されると同時に、外務相を兼任。首相在任時、隣国との友好関係確立に努め、1937年、ユーゴスラビアと永遠の友好条約、1938年、バルカン諸国とソルン協定を締結した。ソ連とは、航空路開設協定（1939年12月11日）、貿易航行協定（1940年1月5日）等を締結した。
1940年2月15日、ボグダン・フィロフと交代し、駐ベルン大使に任命。第二次世界大戦中、駐スイス大使を務めた。1944年10月1日に罷免されたが、ブルガリアには帰国しなかった。
1960年に亡命先のスイスで死去。
| 公職                      | 公職                                              | 公職                    |
| ------------------------- | ------------------------------------------------- | ----------------------- |
| 先代 アンドレイ・トシェフ | ブルガリア王国 閣僚評議会議長 第38代：1935 - 1940 | 次代 ボグダン・フィロフ |